# Batracomorphus orcus
Batracomorphus orcus är en insektsart som beskrevs av Knight 1983. Batracomorphus orcus ingår i släktet Batracomorphus och familjen dvärgstritar. Inga underarter finns listade i Catalogue of Life.